# Sambuca di Sicilia
Sambuca di Sicilia – miejscowość i gmina we Włoszech, w regionie Sycylia, w prowincji Agrigento.
Według danych na styczeń 2010 gminę zamieszkiwały 6254 osoby, przy gęstości zaludnienia 65,2 os./1 km².